# Baskoiulus rusticans
Baskoiulus rusticans är en mångfotingart som först beskrevs av Jean-Paul Mauriès 1977.  Baskoiulus rusticans ingår i släktet Baskoiulus och familjen kejsardubbelfotingar. Inga underarter finns listade i Catalogue of Life.